# City of Burnside
City of Burnside – australijska jednostka samorządowa wchodząca w skład aglomeracji Adelaide, położona na południowy wschód od centrum Adelaide. 
Założona w 1856, obecnie na obszarze 27,53 km² żyje 43888 osób. 
26.3% obywateli Burnside urodziło się poza granicami Australii, głównie są pochodzenia: brytyjskiego, niemieckiego, greckiego oraz części pochodzi z Chin, Indii, Hongkongu oraz Południowej Afryki. 71.7% osób wyznaje religie, z tego 67.6% jest wyznania chrześcijańskiego. 

## Dzielnice
W nawiasach podany jest kod pocztowy.
- Auldana (5072)
- Beaumont (5066)
- Beulah Park (5067)
- Burnside (5066)
- Dulwich (5065)
- Eastwood (5063)
- Erindale (5066)
- Frewville (5063)
- Glen Osmond (5064)
- Glenside (5065)
- Glenunga (5064)
- Hazelwood Park (5066)
- Kensington Gardens (5068)
- Kensington Park (5068)
- Leabrook (5068)
- Leawood Gardens (5150)
- Linden Park (5065)
- Magill (5072)
- Mount Osmond (5064)
- Rose Park (5067)
- Rosslyn Park (5072)
- Skye (5072)
- St. Georges (5064)
- Stonyfell (5066)
- Toorak Gardens (5065)
- Tusmore (5065)
- Waterfall Gully (5066)
- Wattle Park (5066)